# Harpalyce robusta
Harpalyce robusta là một loài thực vật có hoa trong họ Đậu. Loài này được H.S.Irwin & Arroyo miêu tả khoa học đầu tiên.